# Seznam dílů pořadu Hry bez hranic odvysílaných v Česku
Toto je seznam dílů pořadu Hry bez hranic odvysílaných v Česku.
Uvedené pořadí odvysílaných dílů v České televizi platí pro premiérové uvedení. Při reprízách nebyly odvysílány všechny díly a pořadí bylo změněno. V roce 2021 bylo zreprízováno 42 dílů pořadu (z celkových 50 s českou účastí) na kanálu ČT3.
Tučně zvýrazněná města (družstva, obce) u kvalifikačních kol postoupila do finále (u ročníku 1991/1992 též do semifinále).
Tučně zvýrazněná města (družstva, obce) ve finálovém dílu vyhrála celý ročník soutěže.

## 21. ročník (1990)
- Na ČST odvysíláno v roce 1991
- Bez české účasti, tyto hry byly odvysílány pro prezentaci her a přilákání k přihláškám českých měst potažmo přihlášení ČST do her
- Komentářem provázela Martina Adamcová

6 přihlášených zemí 
- I - Itálie
- F - Francie
- P - Portugalsko
- SM - San Marino
- YU - Jugoslávie (Srbsko, Chorvatsko, Černá Hora a Makedonie) - poslední vystoupení pod společným státem
- E - Španělsko

Vítěz: Španělsko (Jaca I.)      
|    |    | 1. kvalifikační kolo (23. května 1990) Itálie - Bergamo |    |
| -- | -- | ------------------------------------------------------- | -- |
| 1. | I  | Treviso                                                 | 61 |
| 2. | P  | Moura                                                   | 45 |
| 3. | YU | Mali Lošinj (Chorvatsko)                                | 42 |
| 4. | SM | Acquaviva                                               | 37 |
| 5. | F  | Mulhouse                                                | 31 |
| 6. | E  | Almagro I.                                              | 14 |

|    |    | 2. kvalifikační kolo (27. května 1990) Itálie - Bergamo |    |
| -- | -- | ------------------------------------------------------- | -- |
| 1. | P  | Azores                                                  | 49 |
| 1. | YU | Trogir (Chorvatsko)                                     | 49 |
| 3. | I  | Castiglione delle Stiviere                              | 48 |
| 4. | SM | Borgo Maggiore                                          | 33 |
| 5. | F  | Boulogne Billancourt                                    | 31 |
| 6. | E  | Almagro II.                                             | 22 |

|    |    | 3. kvalifikační kolo (13. června 1990) Jugoslávie - Vrnjačka Banja (Srbsko) |    |
| -- | -- | --------------------------------------------------------------------------- | -- |
| 1. | E  | Jaca I.                                                                     | 48 |
| 2. | P  | Agueda                                                                      | 44 |
| 3. | YU | Vrnjačka Banja I. (Srbsko)                                                  | 43 |
| 4. | I  | Rieti                                                                       | 39 |
| 5. | SM | Chiesanuova                                                                 | 32 |
| 6. | F  | Cattenom                                                                    | 29 |

|    |    | 4. kvalifikační kolo (16. června 1990) Jugoslávie - Vrnjačka Banja (Srbsko) |    |
| -- | -- | --------------------------------------------------------------------------- | -- |
| 1. | E  | Jaca II.                                                                    | 46 |
| 2. | F  | Levallois Perret                                                            | 45 |
| 2. | P  | Madeira                                                                     | 45 |
| 4. | I  | Potenza                                                                     | 40 |
| 5. | YU | Vrnjačka Banja II. (Srbsko)                                                 | 38 |
| 6. | SM | Domagnano                                                                   | 29 |

|    |    | 5. kvalifikační kolo (4. července 1990) Portugalsko - Guimaraes |    |
| -- | -- | --------------------------------------------------------------- | -- |
| 1. | YU | Bor (Srbsko)                                                    | 54 |
| 2. | E  | Arnedo I.                                                       | 45 |
| 3. | I  | Brebbia                                                         | 40 |
| 4. | SM | Faetano                                                         | 38 |
| 5. | P  | Caldas da Rainha                                                | 36 |
| 6. | F  | Granville                                                       | 27 |

|    |    | 6. kvalifikační kolo (7. července 1990) Portugalsko - Guimaraes |    |
| -- | -- | --------------------------------------------------------------- | -- |
| 1. | I  | Cicciano                                                        | 53 |
| 2. | P  | Guimaraes                                                       | 45 |
| 3. | YU | Titovo Užice (Srbsko)                                           | 43 |
| 4. | E  | Arnedo II.                                                      | 37 |
| 5. | SM | Fiorentino                                                      | 36 |
| 6. | F  | Argenteuil                                                      | 21 |

|    |    | 7. kvalifikační kolo (18. července 1990) Francie - Toulouse |    |
| -- | -- | ----------------------------------------------------------- | -- |
| 1. | I  | Bergamo                                                     | 52 |
| 2. | F  | Toulouse I.                                                 | 48 |
| 3. | P  | Figueira da Foz                                             | 44 |
| 4. | YU | Skopje (Makedonie)                                          | 34 |
| 5. | SM | Montegiardino                                               | 33 |
| 6. | E  | Archidona I.                                                | 29 |

|    |    | 8. kvalifikační kolo (21. července 1990) Francie - Toulouse |    |
| -- | -- | ----------------------------------------------------------- | -- |
| 1. | F  | Toulouse II.                                                | 49 |
| 2. | P  | Algarve                                                     | 42 |
| 3. | E  | Archidona II.                                               | 41 |
| 3. | I  | Noceto                                                      | 41 |
| 5. | YU | Budva (Černá Hora)                                          | 39 |
| 6. | SM | Serravalle                                                  | 29 |

|    |    | Finále (4. srpna 1990) Itálie - Treviso |    |
| -- | -- | --------------------------------------- | -- |
| 1. | E  | Jaca I.                                 | 50 |
| 2. | YU | Bor (Srbsko)                            | 49 |
| 3. | I  | Treviso                                 | 45 |
| 4. | F  | Toulouse II.                            | 44 |
| 5. | P  | Azores                                  | 43 |
| 6. | SM | Faetano                                 | 26 |

## 1. ročník Zimní (1991/1992)
- V italských kvalifikačních kolech v Santa Caterina Valfurva (disciplíny na sněhu) s komentářem Martiny Adamcové
- Semifinále a finále v Praze (disciplíny na ledě), Martina Adamcová a Martin Dejdar

4 přihlášené země
- F - Francie
- CH - Švýcarsko (francouzsky mluvící část země)
- I - Itálie
- CS - Československo (ČT, jen česká města)

Vítěz: Československo (Nové Město na Moravě)
|    |    | 1. kvalifikační kolo (10. prosince 1991) Itálie - Santa Caterina Valfurva | na ČST jako 3. díl |
| -- | -- | ------------------------------------------------------------------------- | ------------------ |
| 1. | CH | Charmey                                                                   | 33                 |
| 2. | F  | Avoriaz                                                                   | 29                 |
| 3. | I  | Aprica                                                                    | 27                 |
| 4. | CS | Nové Město na Moravě                                                      | 23                 |

|    |    | 2. kvalifikační kolo (13. prosince 1991) Itálie - Santa Caterina Valfurva | na ČST jako 2. díl |
| -- | -- | ------------------------------------------------------------------------- | ------------------ |
| 1. | CH | Verbier                                                                   | 30                 |
| 2. | F  | Megéve                                                                    | 29                 |
| 3. | CS | Třebíč                                                                    | 28                 |
| 4. | I  | Bergamo                                                                   | 26                 |

|    |    | 3. kvalifikační kolo (17. prosince 1991) Itálie - Santa Caterina Valfurva | na ČST jako 1. díl |
| -- | -- | ------------------------------------------------------------------------- | ------------------ |
| 1. | CH | Canton du Jura                                                            | 35                 |
| 2. | I  | Gressoney                                                                 | 33                 |
| 3. | F  | Serre Chevalier                                                           | 25                 |
| 4. | CS | Rožnov pod Radhoštěm                                                      | 19                 |

|    |    | 4. kvalifikační kolo (20. prosince 1991) Itálie - Santa Caterina Valfurva | na ČST jako 4. díl |
| -- | -- | ------------------------------------------------------------------------- | ------------------ |
| 1. | I  | Santa Caterina Valfurva                                                   | 37                 |
| 2. | CH | Villars                                                                   | 36                 |
| 3. | F  | Luz Ardiden                                                               | 24                 |
| 4. | CS | Prostějov                                                                 | 13                 |

|    |    | Semifinále (8. ledna 1992) Československo - Praha | na ČT jako 5. díl        | |
| -- | -- | ------------------------------------------------- | ------------------------ | --- |
| 1. | CS | Nové Město na Moravě Třebíč                       | 25 bodů v tabulce národů | Nové Město na Moravě - 6 lepších umístění v 9 disciplínách Třebíč - 3 lepších umístění v 9 disciplínách       |
| 2. | F  | Avoriaz Megéve                                    | 24 bodů v tabulce národů | Avoriaz - 5 lepších umístění v 9 disciplínách Megéve - 4 lepších umístění v 9 disciplínách                    |
| 3. | CH | Canton du Jura Charmey                            | 22 bodů v tabulce národů | Canton du Jura - 5 lepších umístění v 9 disciplínách Charmey - 4 lepších umístění v 9 disciplínách            |
| 3. | I  | Santa Caterina Valfurva Gressoney                 | 22 bodů v tabulce národů | Santa Caterina Valfurva - 5 lepších umístění v 9 disciplínách Gressoney - 4 lepších umístění v 9 disciplínách |

|    |    | Finále (11. ledna 1992) Československo - Praha | na ČT jako 6. díl |
| -- | -- | ---------------------------------------------- | ----------------- |
| 1. | CS | Nové Město na Moravě                           | 30                |
| 2. | I  | Santa Caterina Valfurva                        | 27                |
| 3. | CH | Canton du Jura                                 | 26                |
| 4. | F  | Avoriaz                                        | 22                |

Po tomto premiérovém ročníku se další ročník zimních Her bez hranic už nikdy nekonal.

## 23. ročník (1992)
- S komentářem Martiny Adamcové a Pavla Zedníčka.

8 přihlášených zemí
- I - Itálie
- F - Francie
- P - Portugalsko
- E - Španělsko
- GB/GALLES - Velká Británie / Wales
- CH - Švýcarsko (francouzsky mluvící část země)
- CS - Československo (ČT, jen česká města)
- TU - Tunisko

Vítěz: Československo (Třebíč)      
|    |           | 1. kvalifikační kolo (1. června 1992) Itálie - Casale Monferrato | na ČT jako 1. díl |
| -- | --------- | ---------------------------------------------------------------- | ----------------- |
| 1. | CS        | Praha                                                            | 63                |
| 2. | CH        | La Chaux-de-Fonds                                                | 60                |
| 2. | F         | Cahors                                                           | 60                |
| 4. | E         | Macael                                                           | 55                |
| 5. | GB/GALLES | Caerfyrddin                                                      | 51                |
| 6. | I         | Ricco del Golfo                                                  | 43                |
| 6. | P         | Chaves                                                           | 43                |
| 8. | TU        | Kairouan                                                         | 29                |

|    |           | 2. kvalifikační kolo (6. června 1992) Itálie - Casale Monferrato | na ČT jako 4. díl |
| -- | --------- | ---------------------------------------------------------------- | ----------------- |
| 1. | P         | Felgueiras                                                       | 65                |
| 2. | F         | Tourcoing                                                        | 59                |
| 3. | CH        | Jura                                                             | 58                |
| 3. | CS        | Rýmařov                                                          | 58                |
| 3. | I         | Casale Monferrato                                                | 58                |
| 6. | E         | Calatayud                                                        | 51                |
| 7. | GB/GALLES | Rhuddlan                                                         | 40                |
| 8. | TU        | Tabarka                                                          | 14                |

|    |           | 3. kvalifikační kolo Portugalsko - Lisabon | na ČT jako 2. díl |
| -- | --------- | ------------------------------------------ | ----------------- |
| 1. | F         | Le Havre                                   | 66                |
| 2. | P         | Acores                                     | 63                |
| 3. | I         | Varazze                                    | 62                |
| 4. | E         | Lerida/Lleida                              | 51                |
| 5. | CH        | Estavayer-le-Lac                           | 48                |
| 6. | CS        | Poděbrady                                  | 46                |
| 7. | TU        | Sidi Bou Said                              | 37                |
| 8. | GB/GALLES | Yr Wyddgrug                                | 30                |

|    |           | 4. kvalifikační kolo Portugalsko - Lisabon | na ČT jako 6. díl |
| -- | --------- | ------------------------------------------ | ----------------- |
| 1. | P         | Lisboa                                     | 81                |
| 2. | CH        | Carouge                                    | 53                |
| 2. | GB/GALLES | Caernarfon                                 | 53                |
| 4. | F         | Sallanches                                 | 48                |
| 5. | I         | Paestum                                    | 45                |
| 6. | CS        | Tábor                                      | 44                |
| 6. | E         | Ibiza                                      | 44                |
| 8. | TU        | Carthage                                   | 38                |

|    |           | 5. kvalifikační kolo Francie - Alfortville | na ČT jako 3. díl |
| -- | --------- | ------------------------------------------ | ----------------- |
| 1. | CH        | La Cote                                    | 72                |
| 2. | I         | Castelfidardo                              | 67                |
| 3. | P         | Santarém                                   | 57                |
| 4. | GB/GALLES | Wrecsam                                    | 54                |
| 5. | CS        | Sokolov                                    | 43                |
| 6. | F         | Alfortville I.                             | 39                |
| 7. | E         | Ciudad Rodrigo                             | 38                |
| 8. | TU        | Sousse                                     | 32                |

|    |           | 6. kvalifikační kolo Francie - Alfortville | na ČT jako 7. díl |
| -- | --------- | ------------------------------------------ | ----------------- |
| 1. | GB/GALLES | Cwm Mawr                                   | 62                |
| 2. | CH        | Romont                                     | 58                |
| 2. | E         | Torrevieja                                 | 58                |
| 4. | CS        | Chrudim                                    | 56                |
| 4. | P         | Maia                                       | 56                |
| 6. | I         | Langhirano                                 | 47                |
| 7. | F         | Alfortville II.                            | 31                |
| 8. | TU        | Sfax                                       | 30                |

|    |           | 7. kvalifikační kolo Československo - Třebíč | na ČT jako 5. díl |
| -- | --------- | -------------------------------------------- | ----------------- |
| 1. | CS        | Třebíč                                       | 75                |
| 2. | I         | Carpenedolo                                  | 60                |
| 3. | E         | Cangas de Onis                               | 58                |
| 4. | CH        | Martigny                                     | 53                |
| 5. | P         | Moura                                        | 46                |
| 6. | F         | Bourg-en-Bresse                              | 45                |
| 7. | GB/GALLES | Drenewydd                                    | 38                |
| 8. | TU        | Djerba                                       | 25                |

|    |           | 8. kvalifikační kolo Československo - Rožnov pod Radhoštěm | na ČT jako 9. díl |
| -- | --------- | ---------------------------------------------------------- | ----------------- |
| 1. | P         | Aveiro                                                     | 60                |
| 2. | TU        | Nabeul                                                     | 54                |
| 3. | CS        | Rožnov pod Radhoštěm                                       | 53                |
| 4. | I         | San Pellegrino Terme                                       | 51                |
| 5. | E         | Cordoba                                                    | 50                |
| 6. | GB/GALLES | Caerdydd                                                   | 49                |
| 7. | CH        | La Neuveville - Nods                                       | 41                |
| 7. | F         | Strasbourg                                                 | 41                |

|    |           | 9. kvalifikační kolo Velká Británie / Wales - Abertawe (Swansea) | na ČT jako 8. díl |
| -- | --------- | ---------------------------------------------------------------- | ----------------- |
| 1. | I         | Breuil - Cervinia                                                | 61                |
| 1. | P         | Olhao                                                            | 61                |
| 3. | CS        | Šternberk                                                        | 57                |
| 4. | E         | Tenerife                                                         | 54                |
| 5. | GB/GALLES | Abertawe I.                                                      | 48                |
| 6. | CH        | Coppet                                                           | 45                |
| 7. | TU        | Hammamet                                                         | 42                |
| 8. | F         | La Ciotat                                                        | 30                |

|    |           | 10. kvalifikační kolo Velká Británie / Wales - Abertawe (Swansea) | na ČT jako 10. díl |
| -- | --------- | ----------------------------------------------------------------- | ------------------ |
| 1. | E         | Palma de Mallorca                                                 | 64                 |
| 2. | CS        | Jablonec nad Nisou                                                | 53                 |
| 3. | P         | Régua/Douro                                                       | 52                 |
| 4. | CH        | Charmey                                                           | 49                 |
| 4. | I         | Vigevano                                                          | 49                 |
| 6. | F         | Pertuis                                                           | 45                 |
| 6. | TU        | Monastir                                                          | 45                 |
| 8. | GB/GALLES | Abertawe II.                                                      | 42                 |

|    |           | Finále Portugalsko - Ponta Delgada na ostrově Sao Miguel na Azorských ostrovech | na ČT jako 11. díl |
| -- | --------- | ------------------------------------------------------------------------------- | ------------------ |
| 1. | CS        | Třebíč                                                                          | 64                 |
| 2. | I         | Breuil - Cervinia                                                               | 57                 |
| 2. | P         | Lisboa                                                                          | 57                 |
| 4. | CH        | La Cote                                                                         | 49                 |
| 4. | F         | Le Havre                                                                        | 49                 |
| 6. | E         | Palma de Mallorca                                                               | 47                 |
| 7. | GB/GALLES | Cwm Mawr                                                                        | 40                 |
| 8. | TU        | Nabeul                                                                          | 34                 |

## 24. ročník (1993)
- S komentářem Marcely Augustové a Petra Vichnara.

7 přihlášených zemí
- I - Itálie
- P - Portugalsko
- GB/GALLES - Velká Británie / Wales
- CH - Švýcarsko (francouzsky a italsky mluvící část země)
- CZ - Česko
- GR - Řecko
- H - Maďarsko

Vítěz : Maďarsko (Kecskemét)      
|    |           | 1. kvalifikační kolo (23. května 1993) Velká Británie / Wales - Rhyl | na ČT jako 1. díl |
| -- | --------- | -------------------------------------------------------------------- | ----------------- |
| 1. | P         | Santarém                                                             | 59                |
| 2. | CH        | Le Bouveret (f)                                                      | 58                |
| 3. | H         | Paks                                                                 | 47                |
| 4. | I         | Brebbia                                                              | 44                |
| 5. | CZ        | Sedlčany                                                             | 32                |
| 5. | GB/GALLES | Rhyl                                                                 | 32                |
| 7. | GR        | Argyroupolis                                                         | 25                |

|    |           | 2. kvalifikační kolo (28. května 1993) Velká Británie / Wales - Rhyl | na ČT jako 5. díl |
| -- | --------- | -------------------------------------------------------------------- | ----------------- |
| 1. | I         | Cogne                                                                | 54                |
| 2. | CZ        | Krnov                                                                | 49                |
| 2. | H         | Székesfehérvár                                                       | 49                |
| 4. | P         | Portimao                                                             | 46                |
| 5. | GB/GALLES | Wrecsam                                                              | 36                |
| 6. | CH        | San Bernardino (i)                                                   | 32                |
| 7. | GR        | Halandri                                                             | 18                |

|    |           | 3. kvalifikační kolo Itálie - Passariano di Codroipo | na ČT jako 2. díl |
| -- | --------- | ---------------------------------------------------- | ----------------- |
| 1. | H         | Pápa                                                 | 49                |
| 2. | CH        | Yverdon-les-Bains (f)                                | 47                |
| 3. | CZ        | Pardubice                                            | 41                |
| 4. | I         | San Daniele del Friuli                               | 39                |
| 4. | P         | Santo Tirso                                          | 39                |
| 6. | GB/GALLES | Caerdydd                                             | 29                |
| 6. | GR        | Chania                                               | 29                |

|    |           | 4. kvalifikační kolo Itálie - Passariano di Codroipo | na ČT jako 6. díl |
| -- | --------- | ---------------------------------------------------- | ----------------- |
| 1. | I         | Lignano                                              | 51                |
| 2. | CZ        | Smržovka                                             | 47                |
| 3. | CH        | Tesserete (i)                                        | 46                |
| 4. | GR        | Poros                                                | 45                |
| 5. | H         | Debrecen                                             | 44                |
| 6. | P         | Evora                                                | 36                |
| 7. | GB/GALLES | Abertawe/Swansea                                     | 25                |

|    |           | 5. kvalifikační kolo (21. června 1993) Švýcarsko - Leukerbad | na ČT jako 3. díl |
| -- | --------- | ------------------------------------------------------------ | ----------------- |
| 1. | P         | Felgueiras                                                   | 52                |
| 2. | H         | Szekszárd                                                    | 50                |
| 3. | CZ        | Litovel                                                      | 46                |
| 4. | I         | Altopiano 5 miglia                                           | 43                |
| 5. | CH        | Giornico (i)                                                 | 42                |
| 6. | GB/GALLES | Rhuthun                                                      | 34                |
| 7. | GR        | Ioannina                                                     | 28                |

|    |           | 6. kvalifikační kolo Švýcarsko - Leukerbad | na ČT jako 8. díl |
| -- | --------- | ------------------------------------------ | ----------------- |
| 1. | P         | Amadora                                    | 55                |
| 2. | I         | Rosolina Mare                              | 53                |
| 3. | CH        | Loéche-les-Bains (Leukerbad) (f)           | 44                |
| 4. | CZ        | Karlovy Vary                               | 42                |
| 5. | H         | Godollo                                    | 37                |
| 6. | GB/GALLES | Bethesda                                   | 35                |
| 7. | GR        | Kessariani                                 | 28                |

|    |           | 7. kvalifikační kolo Řecko - Atény | na ČT jako 4. díl |
| -- | --------- | ---------------------------------- | ----------------- |
| 1. | I         | Firenze                            | 50                |
| 2. | H         | Sárospatak                         | 48                |
| 3. | CH        | Locarno (i)                        | 47                |
| 4. | P         | Aveiro                             | 46                |
| 5. | GB/GALLES | Rhydaman                           | 40                |
| 6. | CZ        | Mariánské Hory / Ostrava           | 32                |
| 7. | GR        | Amaroussion                        | 22                |

|    |           | 8. kvalifikační kolo Portugalsko - Coimbra | na ČT jako 7. díl |
| -- | --------- | ------------------------------------------ | ----------------- |
| 1. | CZ        | Šumperk                                    | 62                |
| 2. | GB/GALLES | Llantrisant                                | 51                |
| 3. | CH        | Geneve (f)                                 | 50                |
| 4. | P         | Batalha                                    | 46                |
| 5. | H         | Hajdúszoboszlo                             | 35                |
| 6. | GR        | Veroia                                     | 23                |
| 6. | I         | Tursi                                      | 23                |

|    |           | 9. kvalifikační kolo Portugalsko - Coimbra | na ČT jako 10. díl |
| -- | --------- | ------------------------------------------ | ------------------ |
| 1. | I         | Siracusa                                   | 51                 |
| 2. | P         | Coimbra                                    | 50                 |
| 3. | CZ        | Písek                                      | 48                 |
| 4. | H         | Tapolca                                    | 47                 |
| 5. | CH        | Le Noirmont (f)                            | 37                 |
| 6. | GB/GALLES | Caerfyrddin                                | 30                 |
| 7. | GR        | Patras                                     | 27                 |

|    |           | 10. kvalifikační kolo Maďarsko - Kecskemét | na ČT jako 9. díl |
| -- | --------- | ------------------------------------------ | ----------------- |
| 1. | H         | Kecskemét                                  | 61                |
| 2. | I         | Agordino                                   | 52                |
| 3. | CZ        | Trojanovice                                | 40                |
| 4. | P         | Figueira da Foz                            | 35                |
| 5. | GB/GALLES | Llandrindod                                | 34                |
| 6. | GR        | Agii Anargiri                              | 31                |
| 7. | CH        | Fully (f)                                  | 26                |

|    |           | Finále Česko - Karlovy Vary | na ČT jako 11. díl |
| -- | --------- | --------------------------- | ------------------ |
| 1. | H         | Kecskemét                   | 56                 |
| 2. | CZ        | Šumperk                     | 50                 |
| 3. | CH        | Le Bouveret (f)             | 48                 |
| 4. | GR        | Poros                       | 42                 |
| 5. | GB/GALLES | Llantrisant                 | 40                 |
| 6. | I         | Cogne                       | 36                 |
| 7. | P         | Santarém                    | 24                 |

## 25. ročník (1994)
- S komentářem Marcely Augustové.

9 přihlášených zemí
- I - Itálie
- P - Portugalsko
- GB/GALLES - Velká Británie / Wales
- CH - Švýcarsko (italsky mluvící část země)
- CZ - Česko
- GR - Řecko
- H - Maďarsko
- SLO - Slovinsko
- M - Malta

Vítěz: Česko (Česká Třebová)
Nejsilnější ročník v počtu přihlášených zemí v historii všech ročníků a podob her (Hry na sněhu, Hry bez hranic, Zimní Hry bez hranic, Vánoční speciál Her bez hranic).
|    |           | 1. kvalifikační kolo Portugalsko - Batalha | na ČT jako 1. díl |
| -- | --------- | ------------------------------------------ | ----------------- |
| 1. | P         | Vila Real                                  | 83                |
| 2. | H         | Mosonmagyarovár                            | 81                |
| 3. | CH        | Airolo                                     | 79                |
| 4. | CZ        | Bruntál                                    | 76                |
| 5. | SLO       | Rogaška Slatina                            | 67                |
| 6. | GB/GALLES | Llandeilo                                  | 66                |
| 7. | GR        | Ioannina                                   | 65                |
| 8. | M         | La Valletta                                | 54                |
| 9. | I         | Sestriere                                  | 53                |

|    |           | 2. kvalifikační kolo Portugalsko - Batalha | na ČT jako 6. díl |
| -- | --------- | ------------------------------------------ | ----------------- |
| 1. | SLO       | Bled                                       | 88                |
| 2. | GB/GALLES | Llangollen                                 | 86                |
| 3. | H         | Gyor                                       | 71                |
| 4. | CH        | Bellinzona                                 | 70                |
| 4. | CZ        | Kyjov                                      | 70                |
| 4. | P         | Batalha                                    | 70                |
| 7. | GR        | Corfu                                      | 53                |
| 8. | I         | Policoro                                   | 51                |
| 9. | M         | Mdina                                      | 47                |

|    |           | 3. kvalifikační kolo Malta - Tal-Qroqq, Msida | na ČT jako 2. díl |
| -- | --------- | --------------------------------------------- | ----------------- |
| 1. | H         | Százhalombatta                                | 80                |
| 2. | CZ        | Ostrov nad Ohří                               | 78                |
| 3. | CH        | Mendrisio                                     | 74                |
| 4. | P         | Famalicao                                     | 73                |
| 5. | GR        | Thessaloniki                                  | 72                |
| 6. | SLO       | Kanal ob Soči                                 | 71                |
| 7. | I         | Sassari                                       | 68                |
| 8. | M         | Birkirkara                                    | 45                |
| 9. | GB/GALLES | Bangor                                        | 38                |

|    |           | 4. kvalifikační kolo Malta - Tal-Qroqq, Msida | na ČT jako 8. díl |
| -- | --------- | --------------------------------------------- | ----------------- |
| 1. | GB/GALLES | Abertawe/Swansea                              | 85                |
| 1. | P         | Setúbal                                       | 85                |
| 3. | CZ        | Příbram                                       | 78                |
| 4. | SLO       | Mengeš                                        | 71                |
| 5. | CH        | Giubiasco                                     | 68                |
| 6. | H         | Nagykanizsa                                   | 62                |
| 7. | I         | Porto Tolle                                   | 60                |
| 8. | GR        | Preveza                                       | 57                |
| 9. | M         | Birgu                                         | 51                |

|    |           | 5. kvalifikační kolo Česko - Hradec Králové | na ČT jako 3. díl |
| -- | --------- | ------------------------------------------- | ----------------- |
| 1. | H         | Cegléd                                      | 86                |
| 2. | CZ        | Hradec Králové                              | 83                |
| 3. | CH        | Centovalli                                  | 76                |
| 4. | P         | Loulé                                       | 73                |
| 5. | SLO       | Ljutomer                                    | 70                |
| 6. | GB/GALLES | Bala                                        | 61                |
| 7. | GR        | Kavala                                      | 60                |
| 8. | M         | Zurrieq                                     | 54                |
| 9. | I         | Noto                                        | 49                |

|    |           | 6. kvalifikační kolo (3. července 1994) Maďarsko - Pécs | na ČT jako 4. díl |
| -- | --------- | ------------------------------------------------------- | ----------------- |
| 1. | H         | Pécs                                                    | 92                |
| 2. | CZ        | Česká Třebová                                           | 86                |
| 3. | P         | Mirandela                                               | 75                |
| 4. | CH        | Valle Verzasca                                          | 67                |
| 5. | SLO       | Krško                                                   | 63                |
| 6. | GB/GALLES | Rhyl                                                    | 61                |
| 7. | I         | Rosolini                                                | 59                |
| 8. | GR        | Rhodes                                                  | 58                |
| 9. | M         | Paola                                                   | 48                |

|    |           | 7. kvalifikační kolo (12. července 1994) Řecko - Poros | na ČT jako 5. díl |
| -- | --------- | ------------------------------------------------------ | ----------------- |
| 1. | P         | Águeda                                                 | 85                |
| 2. | I         | Comacchio                                              | 82                |
| 3. | CZ        | Lipnice nad Sázavou                                    | 78                |
| 4. | GR        | Poros                                                  | 77                |
| 5. | CH        | Bassa Mesolcina                                        | 69                |
| 6. | H         | Sátoraljaújhely                                        | 65                |
| 7. | SLO       | Podčetrtek                                             | 55                |
| 8. | M         | Sliema                                                 | 54                |
| 9. | GB/GALLES | Pontypridd                                             | 53                |

|    |           | 8. kvalifikační kolo (23. července 1994) Slovinsko - Lublaň | na ČT jako 9. díl |
| -- | --------- | ----------------------------------------------------------- | ----------------- |
| 1. | GB/GALLES | Wrecsam                                                     | 87                |
| 2. | SLO       | Ljubljana                                                   | 75                |
| 3. | P         | Moura                                                       | 74                |
| 4. | CZ        | Jihlava                                                     | 71                |
| 5. | H         | Kalocsa                                                     | 69                |
| 6. | CH        | Valle Onsernone                                             | 67                |
| 7. | GR        | Cephalonie                                                  | 66                |
| 7. | I         | Arezzo                                                      | 66                |
| 9. | M         | Mellieha                                                    | 42                |

|    |           | 9. kvalifikační kolo Itálie - Řím | na ČT jako 7. díl |
| -- | --------- | --------------------------------- | ----------------- |
| 1. | H         | Salgotarján                       | 90                |
| 2. | CH        | Olivone                           | 85                |
| 3. | P         | Coimbra                           | 81                |
| 4. | SLO       | Ajdovščina                        | 76                |
| 5. | CZ        | Brno                              | 67                |
| 6. | I         | Grottaferrata                     | 61                |
| 7. | GR        | Aghios Nikolaos                   | 60                |
| 8. | M         | Mosta                             | 45                |
| 9. | GB/GALLES | Caerdydd                          | 40                |

|    |           | 10. kvalifikační kolo Itálie - Řím                         | na ČT jako 10. díl |
| -- | --------- | ---------------------------------------------------------- | ------------------ |
| 1. | I         | Valle d'Aosta                                              | 91                 |
| 2. | SLO       | Nova Gorica                                                | 87                 |
| 3. | P         | Pacos de Ferreira                                          | 80                 |
| 4. | CH        | Val Poschiavo                                              | 77                 |
| 5. | H         | Hodmezovásárhely                                           | 75                 |
| 6. | GB/GALLES | Llanfairpwllgwyngyllgogerychwyrndrobwllllantysiliogogogoch | 60                 |
| 7. | CZ        | Těrlicko                                                   | 54                 |
| 8. | GR        | Mytilini                                                   | 46                 |
| 8. | M         | Gozo                                                       | 46                 |

|    |           | Finále (3. září 1994) Velká Británie / Wales - Caerdydd (Cardiff) | na ČT jako 11. díl |
| -- | --------- | ----------------------------------------------------------------- | ------------------ |
| 1. | CZ        | Česká Třebová                                                     | 90                 |
| 2. | GB/GALLES | Wrecsam                                                           | 89                 |
| 3. | CH        | Olivone                                                           | 74                 |
| 4. | I         | Valle d'Aosta                                                     | 66                 |
| 5. | GR        | Poros                                                             | 65                 |
| 6. | SLO       | Bled                                                              | 61                 |
| 7. | H         | Pécs                                                              | 56                 |
| 8. | P         | Setúbal                                                           | 52                 |
| 9. | M         | La Valletta                                                       | 51                 |

|     |      | Malé italské finále o 2.–10. místo italských měst Itálie - Řím | pro italskou televizi RAI |
| --- | ---- | -------------------------------------------------------------- | ------------------------- |
| 2.  | PIE  | Sestriere                                                      | 87                        |
| 3.  | VEN  | Porto Tolle                                                    | 83                        |
| 4.  | E.R. | Comacchio                                                      | 72                        |
| 5.  | BAS  | Policoro                                                       | 71                        |
| 6.  | SIC2 | Noto                                                           | 67                        |
| 7.  | TOS  | Arezzo                                                         | 65                        |
| 8.  | SIC1 | Rosolini                                                       | 62                        |
| 9.  | LAZ  | Grottaferrata                                                  | 60                        |
| 10. | SAR  | Sassari                                                        | 50                        |

## 26. ročník (1995)
- S komentářem Barbory Kroužkové a Petra Vichnara (na záskok pro 6. kvalifikační kolo Václav Čapek).

7 přihlášených zemí
- I - Itálie
- P - Portugalsko
- CH - Švýcarsko (italsky mluvící část země)
- CZ - Česko
- GR - Řecko
- H - Maďarsko
- M - Malta

Vítěz: Česko (Brno)      
|    |    | 1. kvalifikační kolo Itálie - Milán | na ČT jako 1. díl |
| -- | -- | ----------------------------------- | ----------------- |
| 1. | CH | Vallemaggia                         | 68                |
| 2. | CZ | Veselí nad Moravou                  | 61                |
| 3. | H  | Szeged                              | 60                |
| 4. | I  | Milano                              | 52                |
| 5. | P  | Vila Franca de Xira                 | 49                |
| 6. | GR | Mykonos                             | 47                |
| 7. | M  | Haz Zebbug                          | 38                |

|    |    | 2. kvalifikační kolo Itálie - Milán | na ČT jako 5. díl |
| -- | -- | ----------------------------------- | ----------------- |
| 1. | CZ | Hradec Králové                      | 66                |
| 2. | CH | Ascona                              | 60                |
| 3. | M  | Fgura                               | 55                |
| 3. | P  | Viana do Castelo                    | 55                |
| 5. | H  | Pápa                                | 52                |
| 6. | I  | Arona                               | 50                |
| 7. | GR | Amfilohia                           | 29                |

|    |    | 3. kvalifikační kolo Itálie - Řím | na ČT jako 7. díl |
| -- | -- | --------------------------------- | ----------------- |
| 1. | GR | Rhodos                            | 62                |
| 1. | H  | Eger                              | 62                |
| 3. | CZ | Děčín                             | 59                |
| 4. | CH | San Gottardo                      | 58                |
| 4. | I  | Brunico                           | 58                |
| 6. | P  | Serpa                             | 42                |
| 7. | M  | Attard                            | 36                |

|    |    | 4. kvalifikační kolo Česko - Brno | na ČT jako 2. díl |
| -- | -- | --------------------------------- | ----------------- |
| 1. | CZ | Brno                              | 76                |
| 2. | I  | Latina                            | 62                |
| 3. | P  | Pacos de Ferreira                 | 55                |
| 4. | CH | Biasca                            | 51                |
| 5. | GR | Batsi                             | 46                |
| 5. | M  | San Lawrenz                       | 46                |
| 7. | H  | Sátoraljaújhely                   | 37                |

|    |    | 5. kvalifikační kolo Portugalsko - Vilamoura | na ČT jako 3. díl |
| -- | -- | -------------------------------------------- | ----------------- |
| 1. | P  | Faro                                         | 74                |
| 2. | H  | Tiszaújváros                                 | 65                |
| 3. | CZ | Frýdlant v Čechách                           | 54                |
| 4. | GR | Kos                                          | 51                |
| 5. | M  | Rabat                                        | 46                |
| 6. | CH | Gambarogno                                   | 42                |
| 7. | I  | Vibo Valentia                                | 36                |

|    |    | 6. kvalifikační kolo Portugalsko - Vilamoura | na ČT jako 6. díl |
| -- | -- | -------------------------------------------- | ----------------- |
| 1. | CZ | Domažlice                                    | 63                |
| 2. | CH | Capriasca                                    | 62                |
| 2. | H  | Százhalombatta                               | 62                |
| 4. | P  | Loulé                                        | 60                |
| 5. | I  | Sorrento                                     | 48                |
| 6. | GR | Thessaloniki                                 | 46                |
| 7. | M  | Qormi                                        | 29                |

|    |    | 7. kvalifikační kolo Malta - San Giljan na ostrově Fort Manoel | na ČT jako 4. díl |
| -- | -- | -------------------------------------------------------------- | ----------------- |
| 1. | GR | Patra                                                          | 59                |
| 2. | P  | Águeda                                                         | 57                |
| 3. | CH | Balerna                                                        | 54                |
| 3. | H  | Godollo                                                        | 54                |
| 5. | M  | San Giljan                                                     | 53                |
| 6. | I  | Pietra Ligure                                                  | 51                |
| 7. | CZ | Plzeň                                                          | 41                |

|    |    | 8. kvalifikační kolo Maďarsko - Budapešť | na ČT jako 9. díl |
| -- | -- | ---------------------------------------- | ----------------- |
| 1. | H  | Budapest - Belváros                      | 62                |
| 2. | I  | Mondragone                               | 61                |
| 3. | CZ | Litvínov                                 | 56                |
| 4. | P  | Aveiro                                   | 53                |
| 5. | CH | Malcantone                               | 50                |
| 6. | M  | Siggiewi                                 | 49                |
| 7. | GR | Hydra                                    | 33                |

|    |    | 9. kvalifikační kolo Řecko - Zografou, Atény | na ČT jako 8. díl |
| -- | -- | -------------------------------------------- | ----------------- |
| 1. | I  | Lanusei Ogliastra                            | 70                |
| 2. | P  | Amadora                                      | 60                |
| 3. | CZ | Turnov                                       | 55                |
| 3. | H  | Hodmezovásárhely                             | 55                |
| 5. | CH | Lugano                                       | 54                |
| 6. | GR | Athenes                                      | 44                |
| 7. | M  | Hal Tarxien                                  | 43                |

|    |    | 10. kvalifikační kolo Řecko - Zografou, Atény | na ČT jako 10. díl |
| -- | -- | --------------------------------------------- | ------------------ |
| 1. | P  | Felgueiras                                    | 75                 |
| 2. | CH | Alta Mesolcina                                | 63                 |
| 3. | GR | Athenes - Plaka                               | 58                 |
| 4. | M  | San Gwann                                     | 47                 |
| 5. | H  | Budapest Pestszentlorinc-Pestszentimre        | 44                 |
| 6. | I  | Villasimius                                   | 43                 |
| 7. | CZ | Znojmo                                        | 36                 |

|    |    | Finále Maďarsko - Budapešť | na ČT jako 11. díl |
| -- | -- | -------------------------- | ------------------ |
| 1. | CZ | Brno                       | 72                 |
| 2. | H  | Eger                       | 63                 |
| 3. | CH | Vallemaggia                | 58                 |
| 4. | P  | Felgueiras                 | 52                 |
| 5. | GR | Rhodos                     | 42                 |
| 6. | M  | Fgura                      | 40                 |
| 7. | I  | Lanusei Ogliastra          | 39                 |